# NGC 7506
NGC 7506 (również PGC 70660 lub UGC 12406) – galaktyka spiralna (S0-a), znajdująca się w gwiazdozbiorze Ryb. Odkrył ją William Herschel 20 września 1784 roku.